# أسد البحر الغالاباغوسي
أسد البحر الغالاباغوسي هو أحد أنواع أسود البحر يعيش في جزر غالاباغوس. (Zalophus wollebaeki) هو نوع من أسد البحر يعيش ويتكاثر في جزر غالاباغوس، وبأعداد أقل، في جزيرة لا بلاتا (الإكوادور
الإسم العلمي لأسود بحر غالاباغوس هو Zalophus wollebaeki. Zalophus مشتق من اليونانية ويُترجم إلى “قمة مكثفة”. وصف E. Sivertsen النوع الفرعي لأول مرة في عام 1953
ولكونهم اجتماعيين إلى حد ما، فغالبًا ما يتم رؤيتهم وهم يستحمون تحت أشعة الشمس على الشواطئ الرملية أو مجموعات الصخور، أو ينزلقون عبر الأمواج. هم أصغر أنواع أسد البحر.
أسد البحر غالاباغوس يتراوح طوله من 1.5 متر (4.9 قدم) إلى 2.5 متر (8.2 قدم)، وعادة ما يكون الذكور أكبر من الإناث. من حيث الوزن، فإنهم يقلبون الميزان بين 50 و 250 كيلوغرامًا (110 و 550 رطلاً). يمكن تمييز أسود البحر في غالاباغوس من خلال أنوفها المدببة والمضلعة والكمامات الطويلة والضيقة. أسود البحر في غالاباغوس هي أصغر الأنواع الفرعية لهدا الحيوان.

## موطنها
أسود بحر غالاباغوس تعيش في جزر غالاباغوس وتعتبر موطنًا لها، وهم يتكاثرون فقط في تلك المنطقة، بما في ذلك جزيرة لا بلاتا، وهي منطقة أخرى من اليابسة. أسود البحر في غالاباغوس هم سائحون رشيقون ومرحون ورائعون يزورون الأراضي الشهيرة. إنهم مجتمعون جدًا لدرجة أن السكان المحليين يعتبرونهم “حفلة الترحيب” الرسمية للجزر.